# Франса, Аньело
Аньело Гонсалвес Виана Франса (порт.-браз. Agnelo Gonçalves Viana França; 14 декабря 1875, Валенса — 12 июля 1964, Рио-де-Жанейро) — бразильский композитор и музыкальный педагог.
Учился музыке в своём родном городе, в 19 лет возглавил духовой оркестр в городском колледже. Затем поступил в Национальный институт музыки и окончил его в 1904 году, ученик Алберто Непомусено. Сразу после этого занял должность профессора гармонии и преподавал вплоть до 1943 года. Среди его учеников — крупнейшие бразильские музыканты, в том числе Лусиано Галлет, Радамес Гнаттали, Вальтер Бурле-Маркс; сообщается, что у Франса неформально занимался и Эйтор Вила-Лобос, в обмен на уроки гармонии обучая своего учителя французскому языку. Франсе принадлежит теоретический труд «Искусство модуляции: полифония в современной музыке» (порт. Arte de modular: a polifonia na arte moderna; 1940).
Основные сочинения Франсы написаны для хора, в их числе Папская месса (лат. Missa Pontifical; 1944) для двух голосов с оркестром. Автор оперы «Орхидеи» (порт. As parasitas; поставлена в 1965 году), комической оперы «Кисме» (порт. Kismé), увертюры «Купидон в монастыре» (порт. Cupido no convento) и других оркестровых сочинений, фортепианных пьес.